# Supercoppa italiana 2022 (pallacanestro femminile)
La Supercoppa italiana 2022, anche nota come Supercoppa Italiana "Città di Alghero" - Techfind Cup 2022, è stata la 27ª edizione della competizione e si è disputata nel formato delle Final Four.
Il torneo è stato vinto per la tredicesima volta dalla Famila Schio, che ha sconfitto in finale la Virtus Bologna per 86-58.

## Squadre partecipanti
- Famila Schio,  campione d'Italia 2021-22 e  vincitrice della Coppa Italia 2022
- Virtus Bologna, finalista dei play-off scudetto 2021-22 e finalista della Coppa Italia 2022
- Le Mura Lucca, semifinalista della Coppa Italia 2022
- Eirene Ragusa, semifinalista dei play-off scudetto 2021-22

## Risultati

### Tabellone
|  | Semifinali     | Semifinali |                |              | Finale | Finale |  |
|  |                |            |                |              |        |        |  |
|  | Famila Schio   | 81         |                |              |        |        |  |
|  | Famila Schio   | 81         |                |              |        |        |  |
|  | Le Mura Lucca  | 72         |                |              |        |        |  |
|  | Le Mura Lucca  | 72         |                | Famila Schio | 86     |        |  |
|  |                |            |                | Famila Schio | 86     |        |  |
|  |                |            | Virtus Bologna | 58           |        |        |  |
|  | Virtus Bologna | 99         | Virtus Bologna | 58           |        |        |  |
|  | Virtus Bologna | 99         |                |              |        |        |  |
|  | Eirene Ragusa  | 62         |                |              |        |        |  |

### Semifinali
| Alghero 27 settembre 2022, ore 17:00 CEST           | Famila Wuber Schio | 81 – 72 (23-20, 42-40; 67-52) referto | Gesam Gas&Luce Lucca | PalaManchia |
| \| \| \| \| \| Ndour 25 \| Punti \| 17 Parmesani \| |                    |                                       |                      |             |
|                                                     |                    |                                       |                      |             |
| Ndour 25                                            | Punti              | 17 Parmesani                          |                      |             |

| Alghero 27 settembre 2022, ore 19:15 CEST                          | Virtus Segafredo Bologna | 99 – 62 (26-18, 48-35; 75-46) referto | Passalacqua Ragusa | PalaManchia |
| \| \| \| \| \| Parker 21 \| Punti \| 11 Anigwe, Hampton, Vītola \| |                          |                                       |                    |             |
|                                                                    |                          |                                       |                    |             |
| Parker 21                                                          | Punti                    | 11 Anigwe, Hampton, Vītola            |                    |             |

### Finale
| Arbitri: | Valerio Salustri (Roma) Valeria Lanciotti (Porto San Giorgio) Nicholas Pellicani (Gorizia) |

|                    |          |                     |
| Ndour 21 Verona 16 | Punti    | 18 Parker 10 Dojkić |
| Sottana 8          | Assist   | 5 Zandalasini       |
| Keys, Zahui 7      | Rimbalzi | 10 Parker           |

## Squadra vincitrice
Famila Wüber Schio (13º titolo): Martina Bestagno, Kim Mestdagh, Giorgia Sottana, Ajša Sivka, Costanza Verona, Martina Crippa, Eleanna Christinakī, Jasmine Keys, Elisa Penna, Amanda Zahui, Astou Ndour. Allenatore: Georgios Dikaioulakos.